# Kickapoo Joy Juice

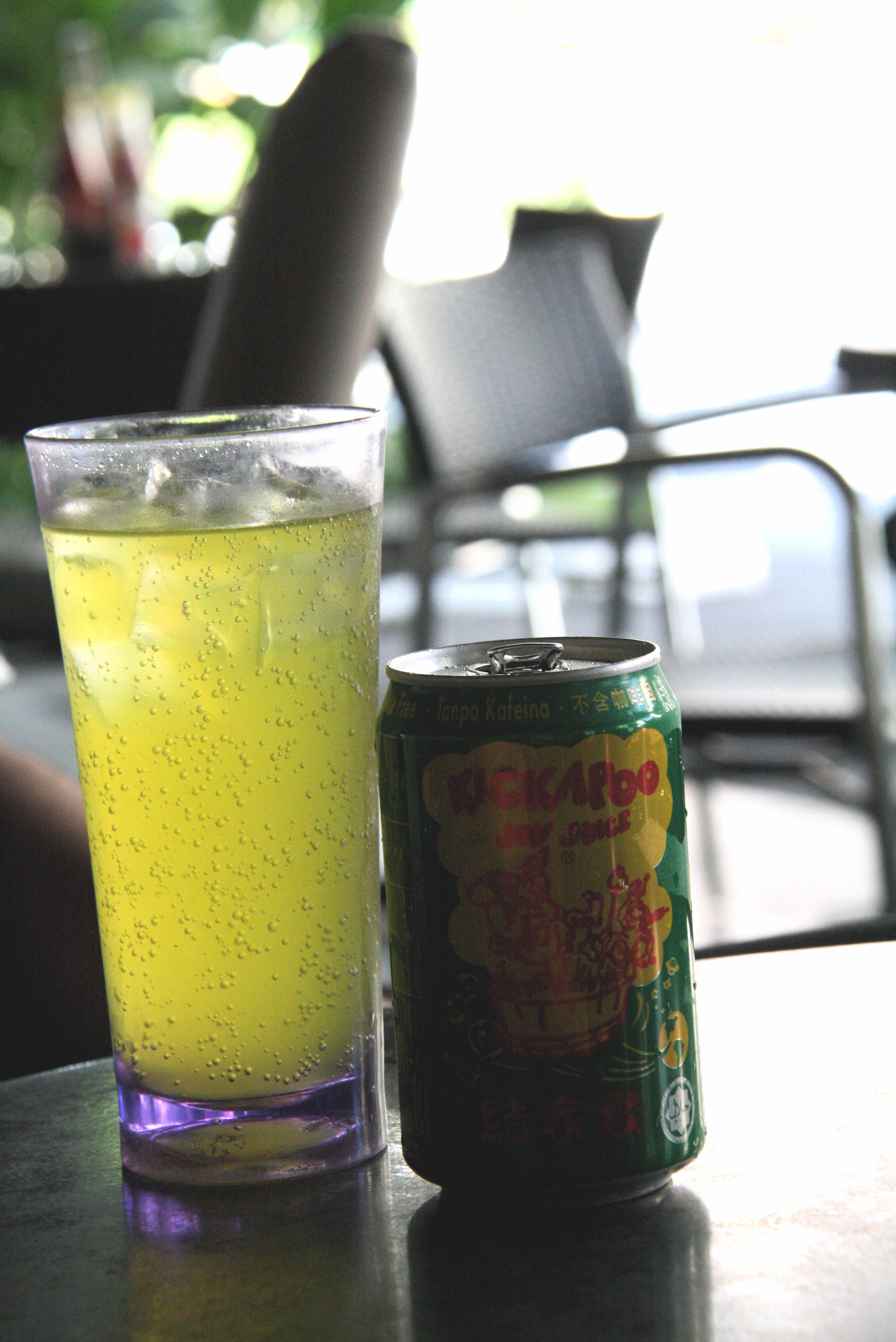
Ett glas och en burk med Kickapoo Joy Juice.

Kickapoo Joy Juice är en amerikansk läskedryck med citrussmak. Den har fått sitt namn från en "glädjedryck" i den amerikanska tecknade serien Li'l Abner (i Sverige Knallhatten). Läskedrycken säljs för närvarande endast i Sydostasien och Nordamerika.